# شهرستان ناکس (تگزاس)
شهرستان ناکس، تگزاس (به انگلیسی: Knox County, Texas) یک سکونتگاه مسکونی در ایالات متحده آمریکا است که در تگزاس واقع شده‌است.

## خصوصیات
شهرستان ناکس ۲٬۲۱۴٫۴۵ کیلومترمربع مساحت دارد.